# Шиленко, Сергей Евгеньевич

## Биография
Родился 15 июля 1963 года в г. Киеве, в семье совслужащих.
В 1981 году был призван в ряды Советской Армии. В 1981—1986 годах служба в Советской Армии (воинская специальность — радист).
В 1986 году уволился в запас.

## Творческая деятельность
С 1987 года по настоящее время плодотворно занимается творческой деятельностью.
В 1997 году на телевизионном Новогоднем огоньке (Украина) состоялся дебют с песней «Мой Киев» на музыку композитора Сергея Бедусенко.
В 2001 г. выходит первый сольный альбом «Я вернусь…», тогда же состоялось знакомство с поэтом-песенником Михаилом Исаевичем Таничем.
2001 г.- 2004 г. под сценическим псевдонимом Сергей Киевский неоднократные совместные выступления с группой Михаила Танича Лесоповал.
В 2004 году создает собственный творческий проект «Столыпінъ» и начинает заниматься продюсерской деятельностью. Автор песен: «Перегоны», «Билет в юность», «Как хотелось воли...» и многих других популярных произведений вошедших в различные музыкальные сборники хитов шансона, а также цикла белогвардейских романсов «Заколдованный круг».
Является соучредителем компаний «Inmar ltd» (1992 г.), «Victoria TV production» (2001 г.)
В рамках проекта сотрудничество с компаниями: «Finer film corp.» (США), «TSP music production» (Россия), Радио Шансон (Киев), актёром Дмитрием Макляковым (Россия-Украина-Польша), Киевским еврейским музыкально-драматическим театром им. Шолом Алейхема, Валерием Шкловер (Германия), Авигдорoм Фрейдлис.
В настоящее время под брендом «Stolypin» проходят не только сольные выступления, но и организационная работа с партнерами из стран бывшего СНГ, Европы, Израиля, США по проведению творческих вечеров, с привлечением популярных артистов театра и кино, разнообразные песенные и театральные фестивали, а также продвижение на международном уровне различных музыкально-театральных проектов, включая киноиндустрию.
В 2006 году внесён в персоналии музея шансона (г. Санкт-Петербург, Россия)
В 2009 году внесён в персоналии энциклопедии «Кто есть кто в русском шансоне» (издательство «Балтийский берег» г. Калининград)

## Награды
- Орден «Преподобного Ильи Муромца» III степени (2011)
- Орден « 1020 лет крещения Руси» (2009)
- Орден «Казачья Слава» III степени (2003 г. казачье войско Запорожское)
- нагрудный знак «За возрождение казачества» (2005 г. казачье войско Запорожское)

## Дискография
- Альбомы
- Сергей Киевский «Я вернусь» (2001)
- группа Столыпінъ «Билет в юность» (2007)[12]
- Project Stolypin «Lieder auf jiddisch» singt Valeriy Schklover (2021)[13]
- Project Stolypin «На Молдаванке музыка играет...» поёт Валерий Шкловер (2021)[14]
- Project Stolypin «Как хотелось воли» (Single) поёт Валерий Шкловер (2021)
- Project Stolypin «Лехаим» поёт Авигдор Фрейдлис (2021)[15]
- Project Stolypin   «Случайный Вальс» Single (идиш) поёт Валерий Шкловер (2021)[16]
- Песни в сборниках:
- «Сигарета, сигареточка» (2008)
- «Шансон одноклассникам» (2008)
- «Белая Гвардия» (2008)
- «Музей шансона. 5 лет с друзьями» (2009)
- «Не грусти братишка» (2009)
- «Военный шансон — 3» (2009)
- «Зимний шансон» (2010)
- «Кто шёл дорогами войны» (2011)
- «Чёрный ворон» (2012)
- «Шансон года» (2012)
- «Лучшие хиты радио Шансон» (2013)
- «Крутые виражи» (2014)
- «Шансон года» (2014)
- «Хиты радио Шансон» (2016)
- «Весенний Шансон» (2017)
- «Золотая коллекция шансона» (2018)